# Polinomok számelmélete
A polinomok számelmélete, a matematika algebrai számelmélet nevű ága egyik fejezeteként, olyan számelméleti eredetű fogalmakat vizsgál és általánosít polinomokra, mint pl. az oszthatóság, az irreducibilitás és reducibilitás (felbonthatatlanság és felbonthatóság), a maradékos osztás, a legnagyobb közös osztó és legkisebb közös többszörös vagy a prímfaktorizáció.

## Egyhatározatlanú polinomok és a köztük lévő műveletek
Az egyhatározatlanú avagy egyváltozós polinomok tekinthetők olyan véges sok nem nulla elemmel rendelkező sorozatoknak, melyek elemei egy R gyűrűből kerülnek ki. Ekkor a sorozat elemeit az annyiadik fokú tag együtthatóját jelenti:
{\displaystyle x^{2}+5x+6\cong (6,5,1,0,0,0,0,\dots )}
Nemnulla egyhatározatlanú polinom foka a legnagyobb nem nulla indexe (az indexelést 0-ról indítjuk). Például, ha a ∈ R nem nulla, akkor (a,0,0,0,0,…) konstanspolinom foka 0. A (0,0,0,0,…) nullapolinom foka nincs értelmezve (nincs legnagyobb indexű nemnulla eleme). A fok jele, mint fent: deg(p).

### Összeadás
Az ilyen, sorozatként interpretált polinomok esetén az összeadás világos: pontonként történik:
{\displaystyle (p+q)_{i}=p_{i}+q_{i}\,}
Például
{\displaystyle (x^{3}-5x+10)+(2x^{3}-x^{2}+x-10)=3x^{3}-x^{2}-4x\,}

### Szorzás
A polinomszorzás a sorozatok konvolúciószorzata lesz: átlónként kell összeszorozni az elemeket, majd összeadni:
{\displaystyle p\cdot q={\begin{matrix}p_{0}q_{0}&p_{0}q_{1}&p_{0}q_{2}&p_{0}q_{3}&\dots \\p_{1}q_{0}&p_{1}q_{1}&p_{1}q_{2}&\dots \\p_{2}q_{0}&p_{2}q_{1}&\dots \\p_{3}q_{0}&\dots \\\dots \end{matrix}}=}
{\displaystyle =(p_{0}q_{0},\quad p_{0}q_{1}+p_{1}q_{0},\quad p_{0}q_{2}+p_{1}q_{1}+p_{2}q_{0},\dots )=\left(\sum \limits _{k=0}^{i}p_{k}q_{i-k}\right)_{i\in \mathbb {N} }}
Hiszen világos, hogy a szorzatban azonos kitevőt adó monomokat (lehet) kell összeadni. Például
{\displaystyle {\begin{alignedat}{2}(x^{3}-5x+10)\cdot (2x^{3}-x^{2}+x-10)&=(x^{3}\cdot 2x^{3})+(x^{3}\cdot (-x^{2}))+(x^{3}\cdot x)+(x^{3}\cdot (-10))+\\&+((-5x)\cdot 2x^{3})+((-5x)\cdot (-x^{2}))+((-5x)\cdot x)+((-5x)\cdot (-10))+\\&+(10\cdot 2x^{3})+(10\cdot (-x^{2}))+(10\cdot x)+(10\cdot (-10))=\\&=2x^{6}-x^{5}-9x^{4}+15x^{3}-15x^{2}+60x-100\end{alignedat}}}

### Polinomgyűrű
A polinomok együtthatói tetszőleges gyűrűből kerülhetnek ki. Ha R ez a gyűrű, akkor az egyváltozós, R-beli együtthatós polinomok körét R[X] jelöli. R[X] maga is gyűrűt alkot. Ha T test (algebra), akkor T[X] végtelen dimenziós vektorteret T felett. Ha T kommutatív test és a T[X] integritási tartományban p felbonthatatlan elem, akkor az T[X]/(p) maradékosztálygyűrű test.
R[X] a fenti két művelettel gyűrűt alkot. Ha R egységelemes, akkor R[X] egységelemes gyűrű. Ha R integritási tartomány (kommutatív, nem nulla egységelemes, nullosztómentes gyűrű), akkor R[X] is az.

### Maradékos osztás

#### Gyűrű felett
Ha R kommutatív gyűrű, nemnulla egységelemmel, értelmesen definiálható a maradékos osztás művelete az alábbi korlátozott módon.
Minden a,b ∈ R[X]-re, ha b főegyütthatója egység (azaz az egységelem osztója), egyértelműen létezik olyan q,r ∈ R[X], hogy
1. {\displaystyle a=q\cdot b+r\,} és
2. {\displaystyle \mathrm {deg} (r)<\mathrm {deg} (b)\,} vagy {\displaystyle r=0\,}
Például Z[X]-ben x³ + x = x{\displaystyle \cdot }x² + x (itt deg(x) < deg(x²)).
A Z[X]-beli korlátozott maradékos osztás nem összekeverendő az egész számok körében végezhető korlátlan maradékos osztással. Például
világos, hogy
3x + 4 =3{\displaystyle \cdot }(x+1)+1, ahol |1| < |3|
azonban – bár az 1, 3, 4 számok polinomok Z[X]-ben – világos, hogy deg(1) = deg(3), hiszen mindkettő konstanspolinom. A különbség abból fakad, hogy Z-ben az osztás normája az abszolút érték, Z[X]-ben viszont a polinom foka, mely minden nemnulla konstanspolinomra 0.

#### Test felett
Ha T kommutatív test, akkor minden a, b ∈ T[X]-re, egyértelműen létezik olyan q, r ∈ T[X], hogy
1. {\displaystyle a=q\cdot b+r\,} és
2. {\displaystyle \mathrm {deg} (r)<\mathrm {deg} (b)\,} vagy {\displaystyle r=0\,}

## Számelméleti tulajdonságok
Az alábbiakban a test feletti egyhatározatlanú avagy egyváltozós polinomok számelméleti tulajdonságait vizsgáljuk. A test feletti polinomok ugyanis integritási tartományt alkotnak, így értelmesek benne a számelméleti fogalmak.
Ha f és g polinomok, akkor azt mondjuk, hogy g osztója f-nek, ha létezik egy olyan h polinom, hogy:
{\displaystyle f(x)=g(x)\cdot h(x)\,}
Tehát ez azt jelenti, hogy f-et maradékosan elosztva g-vel a nullapolinomot kapjuk maradékul.

### Az oszthatóság tulajdonságai
- {\displaystyle \,\!f(x)|g(x)} és {\displaystyle \,\!g(x)|h(x)} akkor {\displaystyle \,\!f(x)|h(x)}
- {\displaystyle \,\!f(x)|g(x)} akkor {\displaystyle \,\!f(x)|g(x)h(x)} ha {\displaystyle h(x)\neq 0}
- {\displaystyle \,\!f(x)|g_{1}(x)} és {\displaystyle \,\!f(x)|g_{2}(x)} akkor {\displaystyle \,\!f(x)|g_{1}(x)h_{1}(x)+g_{2}(x)h_{2}(x)} ahol {\displaystyle \,\!h_{1}(x)} és {\displaystyle \,\!h_{2}(x)} tetszőlegesek.
- {\displaystyle \,\!f(x)|g(x)} akkor {\displaystyle \,\!f(x)|cg(x)} és {\displaystyle \,\!cf(x)|g(x)} ahol {\displaystyle \,\!c} tetszőleges, második esetben nemnulla konstans.
- Ha {\displaystyle \,\!f(x)|g(x)} és {\displaystyle \,\!g(x)|f(x)} akkor {\displaystyle \,\!f(x)=cg(x)}

### Legnagyobb közös osztó, legkisebb közös többszörös
{\displaystyle \,\!h(x)}-re azt mondjuk, hogy {\displaystyle \,\!f(x)} és {\displaystyle \,\!g(x)} közös osztója, ha {\displaystyle \,\!h(x)} osztója {\displaystyle \,\!f(x)}-nek és {\displaystyle \,\!g(x)}-nek
Egy {\displaystyle \,\!d(x)} polinomot az {\displaystyle \,\!f(x)} és {\displaystyle \,\!g(x)} polinomok legnagyobb közös osztójának nevezzük, ha {\displaystyle \,\!d(x)} {\displaystyle \,\!f(x)} és {\displaystyle \,\!g(x)} közös osztója, valamint osztható {\displaystyle \,\!f(x)} és {\displaystyle \,\!g(x)} bármely közös osztójával.
Jelölés: {\displaystyle \,\!d(x)=(f(x),g(x))}
Hasonló módon {\displaystyle \,\!h(x)}-re azt mondjuk, hogy {\displaystyle \,\!f(x)} és {\displaystyle \,\!g(x)} közös többszöröse, ha {\displaystyle \,\!h(x)}-nek osztója {\displaystyle \,\!f(x)}-nek és {\displaystyle \,\!g(x)} is.
Egy {\displaystyle \,\!e(x)} polinomot az {\displaystyle \,\!f(x)} és {\displaystyle \,\!g(x)} polinomok legkisebb közös többszörösének nevezzük, ha {\displaystyle \,\!e(x)} {\displaystyle \,\!f(x)} és {\displaystyle \,\!g(x)} közös többszöröse, valamint osztja {\displaystyle \,\!f(x)} és {\displaystyle \,\!g(x)} bármely közös többszörösét.

#### Tulajdonságok
Tetszőleges {\displaystyle \,\!f(x)} és {\displaystyle \,\!g(x)} polinomoknak mindig van legnagyobb közös osztója, illetve amennyiben ezekből többet találunk, akkor azok csak egy konstans szorzóban térnek el egymástól.
Az egész számok körében a legnagyobb közös osztó gyors meghatározására kitalált Euklideszi algoritmus a polinomok körében is működik.

### Irreducibilis polinomok
Egy n-edfokú polinomra akkor mondjuk, hogy irreducibilis, ha az nem bontható fel két, n-nél kisebb fokú polinom szorzatára. Nevezhetjük őket a polinomok között prímeknek. 
Állítások irreducibilis polinomokra:
- Minden elsőfokú polinom irreducibilis.
- Ha {\displaystyle \,\!f(x)} irreducibilis, akkor tetszőleges {\displaystyle c\neq 0} konstans esetén {\displaystyle \,\!cf(x)} is az.
- Ha {\displaystyle \,\!p(x)|f(x)g(x)} és {\displaystyle \,\!p(x)} irreducibilis, akkor {\displaystyle \,\!p(x)|f(x)} vagy {\displaystyle \,\!p(x)|g(x)}.
- Minden {\displaystyle \,\!f(x)} polinomhoz megadhatók konstans szorzó erejéig egyértelműen olyan {\displaystyle p_{1}(x),p_{2}(x),\dots p_{n}(x)} irreducibilis polinomok, hogy {\displaystyle f(x)=p_{1}(x)p_{2}(x)\dots p_{n}(x)} teljesül.

Fontos azonban, hogy mely számok teste felett értjük az irreducibilitást, ugyanis például 
- az {\displaystyle \,\!x^{2}-2} polinom a racionális számok teste felett irreducibilis, a valósaké felett pedig nem:

{\displaystyle x^{2}-2=(x+{\sqrt {2}})\cdot (x-{\sqrt {2}})}
- az {\displaystyle \,\!x^{2}+2} polinom a valós számok teste felett irreducibilis, a komplexeké felett pedig nem:

{\displaystyle x^{2}+2=(x+{\sqrt {2}}i)\cdot (x-{\sqrt {2}}i)}

### Faktorizálás
A faktorizálás során a polinomot irreducibilis polinomok szorzatára alakítjuk át. 